# Воровского (Борисовский район)
Воровского (бел. Варо́ўскага) — деревня в Борисовском районе Минской области Беларуси. Входит в состав Мстижского сельсовета.

## География
Пролегает дорога Н-8131.
Ближайшие населённые пункты Заречье, Дедиловичи, Пядань и др.

### Гидрография
Протекает река Мрай.

## История
С 1908 года в Осовской волости Борисовского уезда Минской губернии Российской империи.

## Население

### Численность
- 2009 год — 78 жителей

### Динамика
- 1999 год — 139 жителей (перепись населения)
- 2009 год — 78 жителей (перепись населения)[2]

## Улицы
- Заречная
- Парковая и др.

## Достопримечательность

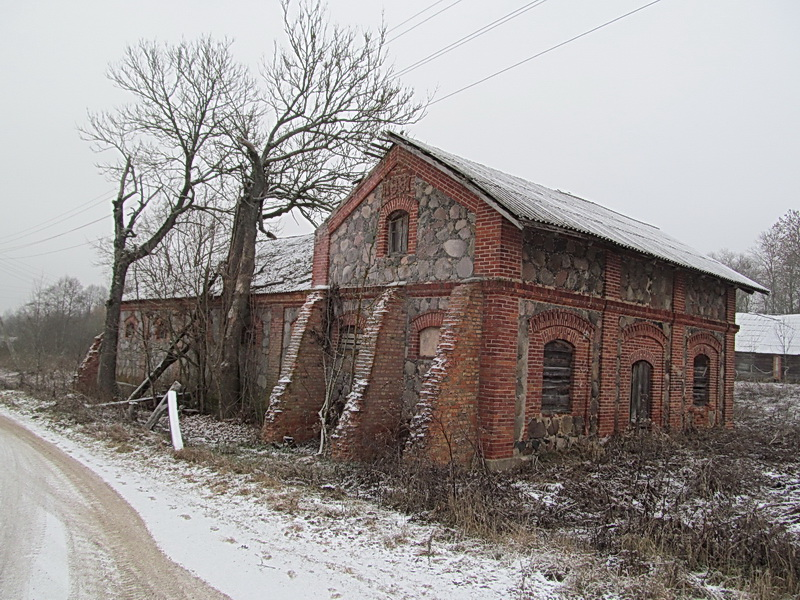

- Фрагменты усадьбы «Двор»: фрагменты парка, водоём, две конюшни, спиртзавод, фрагменты воловни[3][4][5] —  Историко-культурная ценность Республики Беларусь, шифр 613Г000019. Усадебный дом не сохранился. От часовни в парке остались лишь руины фундамента. А. Т. Федорук в своей монографии «Старинные усадьбы Минского края» называет эту усадьбу «Двор». На карте Шуберта это место обозначено как «Господский двор Дидоловичи» (Дедиловичи).

Симметрично, с двух сторон въездных ворот в конце XIX в. были построены два оригинальных хозяйственных здания (конюшни). В 1895-1897 гг. был построен винокурный завод, позже здесь действовал крахмальный завод. Здания построены в традиционных для Минщины архитектурных формах из валунов и красного кирпича. Хорошо сохранился большой парадный двор.
Это памятники хозяйственной архитектуры времени эклектики.
Изучение немногочисленных архивных источников конца XIX – начала XX вв. показало, что производственные и хозяйственные сооружения в д. Воровского относились к главной усадьбе, которая размещалась в Дедиловичах. Владельцем усадьбы в этот период являлся помещик Альфред Слизень. В 1896 году был осуществлен раздел недвижимого имущества между наследниками, в результате которого усадьба досталась Генриху Слизеню. В 1908 году Дедиловичи были проданы представителю известного белорусского рода, графу Иосифу Тышкевичу.

### Утраченное наследие
- Усадьба Тышкевичей «Дедиловичи».